# Primer ministro de Croacia
El Presidente del Gobierno de la República de Croacia (en croata: Predsjednik Vlade Republike Hrvatske), también conocido informalmente como Primer Ministro de Croacia, es el jefe de gobierno de Croacia.
Desde la creación del cargo, han sido nueve las personas que han desempeñado, ocho de ellos propuestos por la Unión Democrática Croata.
El primer ministro es actualmente Andrej Plenković, desde el 19 de octubre de 2016.
El Gobierno de Croacia se reúne en Banski dvori, un edificio histórico situado al oeste de la plaza de St. Mark's, en Zagreb.

## Historia
En la República Socialista de Croacia, que era parte de la República Federal Socialista de Yugoslavia, un sistema único de partido fue en el lugar donde también incluyó una posición de jefe de Gobierno, que sería la correspendienta a la de primer ministro de Croacia de hoy en día.
La Constitución de Croacia definió el 22 de diciembre de 1990 la estructura de la República de Croacia y el puesto de Primer ministro.
Inicialmente, era una república semipresidencialista, lo que significaba que el Presidente de Croacia tenía poderes exclusivos, entre los cuales el de nombrar al primer ministro. Después de las elecciones parlamentarias de Croacia de 2000, el nuevo Parlamento de Croacia, liderado por el SDP, enmendó la Constitución y redujo los poderes del presidente con el fin de fortalecer las funciones del Parlamento, del Gobierno y del primer ministro. Esto hizo de Croacia una república parlamentaria. Después de esto, la función del Primer ministro se hizo más poderosa que la del presidente.

## Primeros Ministros de laRepública de Croacia
| N.º | Foto                    | Nombre                      | Duración del mandato    | Duración del mandato                  | Duración del mandato | Partido político                         | Gabinete                                              | Sabor                         |
| N.º | Foto                    | Nombre                      | Inicio                  | Fin                                   | Días                 | Partido político                         | Gabinete                                              | Sabor                         |
| --- | ----------------------- | --------------------------- | ----------------------- | ------------------------------------- | -------------------- | ---------------------------------------- | ----------------------------------------------------- | ----------------------------- |
| 1   |                         | Stjepan Mesić (n. 1934)     | 30 de mayo de 1990      | 24 de agosto de 1990                  | 86                   | Unión Democrática Croata (HDZ)           | Mesić HDZ                                             | 1990                          |
| 2   |                         | Josip Manolić (n. 1920)     | 24 de agosto de 1990    | 17 de julio de 1991                   | 327                  | Unión Democrática Croata (HDZ)           | Manolić HDZ                                           | 1990                          |
| 3   |                         | Franjo Gregurić (n. 1939)   | 17 de julio de 1991     | 12 de agosto de 1992                  | 392                  | Unión Democrática Croata (HDZ)           | Gregurić HDZ - SDP - HDS - HSLS - SSH - HNS-LD - HKDS | 1990                          |
| 4   |                         | Hrvoje Šarinić (1935-2017)  | 12 de agosto de 1992    | 3 de abril de 1993                    | 234                  | Unión Democrática Croata (HDZ)           | Šarinić HDZ                                           | 1992                          |
| 5   |                         | Nikica Valentić (1950-2023) | 3 de abril de 1993      | 31 de diciembre de 1994               | 948                  | Unión Democrática Croata (HDZ)           | Valentić I HDZ - HSS                                  | 1992                          |
| 5   | 31 de diciembre de 1994 | Nikica Valentić (1950-2023) | 7 de noviembre de 1995  | Valentić II HDZ                       | 948                  | Unión Democrática Croata (HDZ)           |                                                       | 1992                          |
| 6   |                         | Zlatko Mateša (n. 1949)     | 7 de noviembre de 1995  | 27 de enero de 2000                   | 1908                 | Unión Democrática Croata (HDZ)           | Mateša HDZ                                            | 1995                          |
| 7   |                         | Ivica Račan (1944-2007)     | 27 de enero de 2000     | 30 de julio de 2002                   | 1060                 | Partido Socialdemócrata de Croacia (SDP) | Račan I SDP - HSS - HSLS - PGS - SBHS - IDS           | 2000                          |
| 7   | 30 de julio de 2002     | Ivica Račan (1944-2007)     | 23 de diciembre de 2003 | Račan II SDP - HSS - HNS - Libra - LS | 1060                 | Partido Socialdemócrata de Croacia (SDP) |                                                       | 2000                          |
| 8   |                         | Ivo Sanader (n. 1953)       | 23 de diciembre de 2003 | 12 de enero de 2008                   | 2022                 | Unión Democrática Croata (HDZ)           | Sanader I HDZ - DC                                    | 2003                          |
| 8   | 12 de enero de 2008     | Ivo Sanader (n. 1953)       | 6 de julio de 2009      | Sanader II HDZ - HSS - HSLS - SDSS    | 2022                 | Unión Democrática Croata (HDZ)           | 2007                                                  |                               |
| 9   |                         | Jadranka Kosor (n. 1953)    | 6 de julio de 2009      | 23 de diciembre de 2011               | 900                  | Unión Democrática Croata (HDZ)           | 2007                                                  | Kosor HDZ - HSS - HSLS - SDSS |
| 10  |                         | Zoran Milanović (n. 1966)   | 23 de diciembre de 2011 | 22 de enero de 2016                   | 1491                 | Partido Socialdemócrata de Croacia (SDP) | Milanović SDP - HNS - IDS                             | 2011                          |
| 11  |                         | Tihomir Orešković (n. 1966) | 22 de enero de 2016     | 19 de octubre de 2016                 | 1491                 | Independiente                            | Orešković HDZ - MOST                                  | 2015                          |
| 12  |                         | Andrej Plenković (n. 1970)  | 19 de octubre de 2016   | 23 de julio de 2020                   |                      | Unión Democrática Croata (HDZ)           | Plenković I HDZ - MOST                                | 2016                          |
| 12  | 23 de julio de 2020     | Andrej Plenković (n. 1970)  | 17 de mayo de 2024      | Plenković II HDZ - SDSS               | 2020                 | Unión Democrática Croata (HDZ)           |                                                       |                               |
| 12  | 17 de mayo de 2024      | Andrej Plenković (n. 1970)  |                         | Plenković III HDZ - DP                | 2024                 | Unión Democrática Croata (HDZ)           |                                                       |                               |